# Vincent Eugèn Noel
Vincent Eugèn Noel (* 28. April 1980 in Wilhelm-Pieck-Stadt Guben) ist ein polnischstämmiger deutscher Schriftsteller und Dramatiker.

## Leben und Werk
Noel wuchs in Sachsen und Brandenburg auf. Bedingt durch den Beruf des Vaters, er war Lehrer, zog die Familie häufig um. Nach dem Schulabschluss wollte er zuerst Musiker werden, gab diesen Plan dann wieder auf und zog es vor, durch Europa zu reisen. Mit 20 Jahren begann er sich mit Ernst der Literatur zuzuwenden und verfasste die ersten Texte. Im Alter von 24 Jahren bekam er einen Verlagvertrag und veröffentlicht seitdem in regelmäßigen Abständen seine Bücher. Seine Schriften zeichnen sich durch eine gewollt monotone Erzählweise aus, in der es auch chronologisch keine logische Reihenfolge gibt: alles geschieht jetzt, die Unterschiede zwischen Vergangenheit, Gegenwart und Zukunft sind aufgelöst. So fährt die männliche Hauptperson in der "Ballade von Marie und dem ewigen Regen" mit dem Fahrrad durch eine verregnete Landschaft in Mecklenburg, während er gleichzeitig an einem See sitzt und seine heimliche Liebe beobachtet. Es gibt keine Höhepunkte, das Leben treibt dahin und die Sinnlosigkeit ist immer die große Frage. So bleibt das Leben an sich als einziger Akteur des Textes, der die Protagonisten wie Spielbälle hin und her wirft. Es ist ein Akteur, der permanent auftaucht und doch fehlt, so üppig und barock er auch umschrieben sein mag.
2002 war er Mitbegründer, Texter und Regisseur der Freien Theatergruppe 'Theaterlabor', die sowohl eigene als auch fremde Stücke inszenierte. Die Gruppe löste sich 2006 auf.
2004 war er Mitbegründer der Literaturgruppe Mundpropaganda, die sich 2007 zerstritt. Mit ihr ist er beispielsweise beim Poetenfest in Erlangen aufgetreten und beim Literaturfestival "WortWärts" in Nürnberg. Doch auch allein stellt er auf einer großen Zahl von Lesungen im süddeutschen Sprachgebiet seine Bücher vor. Im Sommer 2010 gründete er die Literaturgruppe 'Die Sorgenkinder'. Er ist Mitglied des Pegnesischen Blumenordens und des Poetischen Theaters, das 2016 mit dem Kulturpreis der Stadt Nürnberg ausgezeichnet wurde.

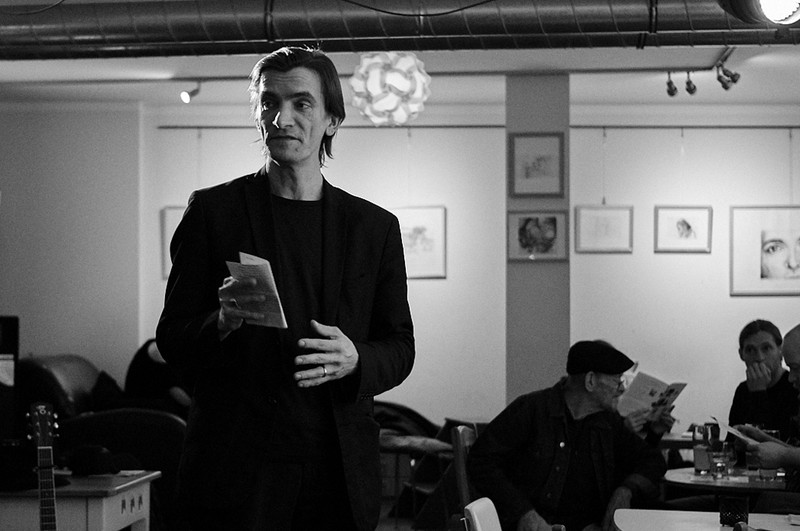
Vincent Eugèn Noel (2019)

Vincent E. Noel lebt in Nürnberg.

## Bücher
- 2004: Die Nacht des zweiunddreißigsten Novembers. Erzählung.
- 2005: Sarah – Vom Ende meines langsamen Abschieds. Erzählung.
- 2006: Die Ballade von Marie und dem ewigen Regen. Roman.
- 2007: Landschaft mit Ufo. Ausgezeichnete Erzählungen der Literaturgruppe Mundpropaganda. Anthologie.
- 2008: Opferkind. Das Problem mit der vergeudeten Schwester. Novelle.
- 2010: wem wenig vergeben wird (darf fressen mein Herz). Roman.
- 2012: Scharfe Gerichte & andere Erfolgsrezepte[2]. Ein literarischer Rundgang durch das Museum Tucherschloss.
- 2012: Erfindergeist & andere große Würfe[3]. Ein literarischer Rundgang durch das Stadtmuseum Fembohaus.
- 2013. Wasserkraft & andere Energien[4]. Ein literarischer Rundgang durch das Museum Industriekultur Lauf.
- 2013: Baschar und mein Leben im Goldfischglas. Roman (Scribo Verlag).
- 2013: Fleiß & andere Kostbarkeiten[5]. Ein literarischer Rundgang durch das Museum Industriekultur (Nürnberg).
- 2013: Märsche & andere Gangarten[6]. Eine literarischer Annäherung an das Dokumentationszentrum Reichsparteitagsgelände.
- 2016: Die Kleine Reihe (#45). Unsere Sinne.
- 2017: Die US-Paraden im April 1945 in Nürnberg – waren wir Helden[7]? Eine literarische Erinnerung an die Schlacht um Nürnberg.
- 2018: Die Kleine Reihe (#49). Nichts ist, wie es scheint.
- 2019: Die Kleine Reihe (#61). Die sieben Weltwunder.
- 2019: Richard Nixon - Aufstieg und Fall eines US-Präsidenten. Scribo Verlag.
- 2019: Von allem das Ende. Erzählung (Stadtlichter Presse).[8]
- 2022: Wenigstens kann ich richtig guten Kaffee kochen. Roman (Skript Verlag).[9]

## Stücke
- 2002: Irgendwo in diesem Eise
- 2003: Deine Traurigkeit ist meine Sonne
- 2004: Tod einer Erlösung
- 2004: Wenn der Dichter nicht mehr dichten will
- 2005: Stimmen aus dem Paradies
- 2006: Bis meine Stille einsam wird
- 2014: Willibald & andere Gäste[10]. Poetisches Theater im Albrecht-Dürer-Haus.
- 2015: Schäferspiele & andere Eitelkeiten[11]. Poetisches Theater im Museum Tucherschloss.
- 2016: Industrie, Kultur & der achte Tag[12]. Poetisches Theater im Museum Industriekultur (Nürnberg).
- 2016: Stoßtrupp in die Erinnerung. Stephen S. Mosbacher erkundet die deutsch-amerikanische Vergangenheit. Ein Monodrama[13].
- 2016: Arkadiens Schäfer & andere gute Hirten[14]. Poetisches Theater im Hirtenmuseum Hersbruck.
- 2017: Heimat & andere Déjà-vus[15]. Poetisches Theater im Stadtmuseum Fembohaus.
- 2017: Kirke & andere unverschämte Streiche[16]. Poetisches Theater im Tucherschloss.
- 2017: Das Herz schlägt links. Ein poetischer Spaziergang[17] auf den Spuren Friedrich Hagens.
- 2017: Ruf Lust & Frust hinaus.[18] Eine Sprachperformance des Poetischen Theaters.
- 2017: Vom Kohlenklau & anderen Kellerkindern.[19] Poetisches Theater im Historischen Kunstbunker Nürnberg.
- 2018: Gäste im Vorübergehen[20] Poetisches Theater im Stadtmuseum Erlangen.
- 2018: Wundersame Wandlungen[21]. Poetisches Theater digital im Museum Tucherschloss.
- 2019: Verräter! Eine Stellungnahme zu Julius Streicher  und Hermann Luppe. Poetisches Theater im Museum Industriekultur (Nürnberg).[22]
- 2019: Himmel und Hölle - eine Familie. Poetisches Theater im Museum Tucherschloss.[23]
- 2019: Wundersame Wandlungen - Update. Poetisches Theater digital im Museum Tucherschloss.[24]
- 2019: Tod und Nachrede.[25]

## Hörbücher
- 2004: No Parking!
- 2016: Aletheía und ihr Klon. Ein Hörspiel von Matthias A.J. Dachwald[26].
- 2020: Hörlaut25[27]

## Filmographie
- 2006: Bis meine Stille einsam wird
- 2007: Warten und Orangen
- 2008: Der Kugelfisch
- 2020: Außengeister[28]